# Maria Cześnik
Maria Cześnik née le 3 août 1977 à Varsovie, est une triathlète polonaise, championne nationale de Pologne élite en 2016.

## Palmarès
Le tableau présente les résultats les plus significatifs (podium) obtenus sur le circuit national et international de triathlon depuis 2010,.
| Année | Compétition                            | Pays         | Position           | Temps           |
| ----- | -------------------------------------- | ------------ | ------------------ | --------------- |
| 2017  | Ironman 70.3 Pays d'Aix                | France       | Médaille d'argent  | 4 h 31 min 40 s |
| 2017  | Ironman 70.3 Gdynia                    | Pologne      | Médaille de bronze | 4 h 25 min 28 s |
| 2016  | Championnat de Pologne                 | Pologne      | Médaille d'or      | 2 h 8 min 56 s  |
| 2016  | Ironman 70.3 Lanzarote                 | Espagne      | Médaille d'argent  | 4 h 50 min 37 s |
| 2015  | Championnat de Pologne                 | Pologne      | Médaille d'argent  | 2 h 16 min 12 s |
| 2014  | Coupe du monde - l'étape de Jiayuguan  | Chine        | Médaille d'or      | 2 h 0 min 10 s  |
| 2013  | Championnats d'Europe moyenne distance | Espagne      | Médaille de bronze | 4 h 42 min 35 s |
| 2013  | Ironman 70.3 St. Croix                 | États-Unis   | Médaille de bronze | 4 h 45 min 48 s |
| 2012  | Coupe du monde - l'étape de Tongyeong  | Corée du Sud | Médaille d'argent  | 2 h 2 min 0 s   |
| 2012  | Coupe du monde - l'étape de Guatape    | Colombie     | Médaille d'argent  | 2 h 17 min 15 s |
| 2010  | Coupe d'Europe - l'étape de Loutraki   | Grèce        | Médaille d'or      | 2 h 7 min 44 s  |